# 澳門發電廠
澳門發電廠（葡萄牙語：Central Térmica de Macau，又稱為馬交石發電廠）是一所已拆卸位於澳門花地瑪堂區的火力發電廠，亦是澳門首座發電廠，由新濠博亞娛樂前身的澳門電燈公司（MELCO）運營，於1906年投入使用。1972年交由現時的澳門電力運營，並於1976年至1983年間進行擴建工程。2000年代起，隨著位於路環島的路環發電廠建成，該發電廠部分機組開始進入停運狀態，2013年6月4日進入最後一次運行，到2017年起正式退役。

## 拆卸前準備
2015年9月10日，澳電就舊電廠土地交還方面回應傳媒時指，還未開始與政府磋商，令社會質疑有關計劃會否跳票。運輸工務司長羅立文表示，有關計劃仍然繼續進行，但無法承諾於該年內可收回土地。
2015年10月18日，澳電就舊澳門發電廠用地交還方面，已展開前期準備工作，但難以預計何時能交地予政府，具體進度還需當局配合。而該地塊需待環境評估及編製規劃條件圖後才可展開圖則編制，而電力公司已進行有關拆卸工程相關環評的前期工作。澳電表示，舊澳門發電廠用地已於2013年或之前向政府表達願意交回有關土地的意願，同時提出一份長遠能源規劃予政府考慮研究，雙方一直就此緊密聯繫。由於電廠是澳門半島唯一重工業設施，內有數台柴油發電機組，拆卸前要做環評，現開始做相關前期工作，但環評、機組拆卸等都要招、開標，機組如何處置也是要計劃的。他強調總的是配合政府，盡快令該土地可以使用。
2015年11月16日，時任土地工務運輸局局長李燦烽指，澳門電力已初步回應作放棄當時的舊澳門發電廠土地，但未有正式的退場計劃書及時間表。李燦烽回應時指出，特區政府已與澳電商討，澳電初步回應可放棄慕拉士電廠的土地，並向政府交一份退場計劃書，當中涉及電廠設施退役、去污、拆卸、土壤整治，以及環境評估等。在協調好清遷方案後，政府會開展公屋規劃和設計工作，加快推動公屋興建。
2016年3月，澳門電力正式決定退出位於慕拉士大馬路的澳門發電廠土地，預計同年內將開展環評報告，期望減低清拆對周邊環境帶來影響。
2016年5月24日，澳門電力舉行客戶諮詢委員會會議，當中電廠內拆卸煙囪和舊機組的環境評估工作預計在下一季度完成，舊發電廠佔地面積為12,000平方米，但保留辦公大樓並不搬遷。
2016年7月28日，澳電表示為配合政府未來發展，慕拉士發電廠拆卸煙囪和舊機組的環評報告已於上一階段完成，現時開標工作亦已完成，估計同年8月中便可安排專業人士拆卸煙囪和舊機組。而舊澳門發電廠已禁止市民、車輛進入。至於如何處理慕拉士發電廠拆卸後所有的發電設備，澳電會與能源辦密切聯繫，一同商討發電廠設施的退場計劃。
2016年10月18日，能源業發展辦公室指，舊電廠拆卸涉及環保問題，令清拆有一定難度，政府已邀請第三方評估清拆工程的影響，希望工程可以在一年或一年多時間完成，而清拆工程與公屋設計，兩方面平衡處理中，設計完成時有信心土地已經可以用作興建公屋的用途。
2016年11月22日，澳電回應有關澳門發電廠地段問題時，表示已完成環評報告，相關工程計劃已交予政府，而工程招標也已完成，但政府對此還有考慮，故他們要等政府消息才能確定何時啟動拆卸工程，暫未有時間表。

## 正式拆卸
2017年2月下旬，清拆工作已陸續開展，現有的柴油、樹等會運到路環再進行處理，希望爭取18個月內把相關建築物，相關設施清除及整理完畢，包括土壤等，而煙囪則計劃在年底可清拆，預料2018年夏季可把土地完全歸還給政府。
2017年5月中，澳電表示有關清拆工作預計需時1年半後交還用地讓政府興建公屋。
2017年6月11日，澳電表示慕拉士發電廠正進行開展清拆機房設施，其餘結構部份將會陸逐進行清拆，政府會根據環評報告，監察整個清拆過程，預計可於2018年第三季完成整項清拆工程。
2017年8月6日，位於舊發電廠內的煙囪拆卸工程即將進行，將採用132米高、600噸鏈帶式吊機進行拆卸，預計完成煙囪拆卸需時約兩個多月。另外，整個發電廠拆卸工程預料在2018年夏季完成。

## 紀念活動
2017年10月13日，為紀念服務超過110年歷史的舊澳門發電廠退役，澳電出版「光輝歲月流影–澳門發電廠紀念特刊」，記錄位於慕拉士大馬路的澳門發電廠變遷，相關特刊發佈當天於葡萄牙駐澳門總領事館官邸舉行。此外，澳電部分舊電廠內的設施移送給澳門科學館作展覽，打算將設施融入電學及電磁學展廳的展品中，並在2018年第三季開放展廳，向市民推廣科普教育。

## 事件

### 2017年舊電廠拆卸工程期間二級火警
2017年12月8日上午約9時，正在進行拆卸工程的澳門發電廠發生二級火警，事件中無人受傷。澳電表示，電廠清拆小組人員事發時正舉行日常安全會議，期間聽到機房內傳出爆炸聲，檢查發現有火舌及濃煙冒出，工作人員曾嘗試撲滅，但未能成功，於是隨即聯絡消防。澳電初步調查後證實，起火原因是由於直流電源電池組故障引致。消防到達現場後，利用滅火泡沫撲救，同時開啟三支喉筆在現場外圍保護，約20分鐘將火警救熄。
澳門電力事後發出新聞稿稱，於上午8時15分，澳電電廠清拆小組人員在發電廠進行日常安全會議時，機房內突然傳出爆炸，經檢查發現有火舌及漲煙冒出，澳電工作人員經初步撲救未能成功，即聯絡消防局。火勢於上午9時15分救熄，初步調查起火原因是由於直流電源電池組故障引致。

## 參看
- 澳門電力
- 澳門發電廠列表
- 慕拉士社屋